# Wereldkampioenschappen veldrijden 1990
De wereldkampioenschappen veldrijden 1990 werden gehouden op 3 en 4 februari 1990 in Getxo, Spanje.

## Uitslagen

### Mannen, elite
| Plaats | Renner             | Land              | Tijd    |
| ------ | ------------------ | ----------------- | ------- |
|        | Henk Baars         | Nederland         | 1:03.14 |
| Zilver | Adrie van der Poel | Nederland         | + 0.05  |
| Brons  | Bruno le Bras      | Frankrijk         | z.t.    |
| 4.     | Frank van Bakel    | Nederland         | z.t.    |
| 5.     | Paul De Brauwer    | België            | z.t.    |
| 6.     | Pascal Richard     | Zwitserland       | z.t.    |
| 7.     | Radomír Šimůnek    | Tsjecho-Slowakije | z.t.    |
| 8.     | Karel Camrda       | Tsjecho-Slowakije | + 0.09  |
| 9.     | Beat Breu          | Zwitserland       | + 0.15  |
| 10.    | Roger Honegger     | Zwitserland       | + 0.52  |

### Jongens, junioren
| Plaats | Renner              | Land              | Tijd   |
| ------ | ------------------- | ----------------- | ------ |
|        | Erik Boezewinkel    | Nederland         | 41.51  |
| Zilver | Jérôme Chiotti      | Frankrijk         | + 0.12 |
| Brons  | Niels van der Steen | Nederland         | + 0.16 |
| 4.     | Jiří Pospíšil       | Tsjecho-Slowakije | + 0.23 |
| 5.     | Dariusz Gil         | Polen             | + 0.37 |
| 6.     | Erwin Vervecken     | België            | + 0.54 |
| 7.     | Tim Kroll           | Duitsland         | + 1.19 |
| 8.     | Yannick Holweck     | Frankrijk         | z.t.   |
| 9.     | Roman Jordens       | Duitsland         | + 1.32 |
| 10.    | Patrick Flamm       | Duitsland         | + 1.33 |

### Mannen, amateurs
| Plaats | Renner              | Land              | Tijd   |
| ------ | ------------------- | ----------------- | ------ |
|        | Andy Büsser         | Zwitserland       | 48.27  |
| Zilver | Miloslav Kvasnička  | Tsjecho-Slowakije | + 0.12 |
| Brons  | Thomas Frischknecht | Zwitserland       | + 0.13 |
| 4.     | Edward Piech        | Polen             | + 0.18 |
| 5.     | Edward Kuijper      | Nederland         | + 0.23 |
| 6.     | Johnny Blomme       | België            | + 0.27 |
| 7.     | Richard Groenendaal | Nederland         | + 0.30 |
| 8.     | Frank Groenendaal   | Nederland         | + 0.41 |
| 9.     | Dieter Runkel       | Zwitserland       | + 0.42 |
| 10.    | Peter Hric          | Tsjecho-Slowakije | + 0.43 |

## Medaillespiegel
| Plaats | Land              | Goud | Zilver | Brons | Totaal |
| 1      | Nederland         | 2    | 1      | 1     | 4      |
| 2      | Zwitserland       | 1    | 0      | 1     | 2      |
| 3      | Frankrijk         | 0    | 1      | 1     | 2      |
| 4      | Tsjecho-Slowakije | 0    | 1      | 0     | 1      |
| Totaal | Totaal            | 3    | 3      | 3     | 9      |

1950 · 
1951 · 
1952 · 
1953 · 
1954 · 
1955 · 
1956 · 
1957 · 
1958 · 
1959 · 
1960 · 
1961 · 
1962 · 
1963 · 
1964 · 
1965 · 
1966 · 
1967 · 
1968 · 
1969 · 
1970 · 
1971 · 
1972 · 
1973 · 
1974 · 
1975 · 
1976 · 
1977 · 
1978 · 
1979 · 
1980 · 
1981 · 
1982 · 
1983 · 
1984 · 
1985 · 
1986 · 
1987 · 
1988 · 
1989 · 
1990 · 
1991 · 
1992 · 
1993 · 
1994 · 
1995 · 
1996 · 
1997 · 
1998 · 
1999 · 
2000 · 
2001 · 
2002 · 
2003 · 
2004 · 
2005 · 
2006 · 
2007 · 
2008 · 
2009 · 
2010 · 
2011 · 
2012 · 
2013 · 
2014 · 
2015 · 
2016 · 
2017 · 
2018 · 
2019 ·
2020 ·
2021 ·
2022 ·
2023 ·
2024 ·
2025

Categorieën

Mannen elite · 
vrouwen elite · 
mannen beloften · 
vrouwen beloften · 
jongens junioren · 
meisjes junioren · 
gemengde estafette

Voormalig:
mannen amateurs